# Právo na přístup k internetu
Právo na přístup k internetu, známé také jako právo na širokopásmové připojení nebo svoboda připojení, vychází z přesvědčení, že přístup k internetu je klíčový pro účast jednotlivců ve veřejném životě, rozvoji občanské společnosti a pro využívání a usnadňování využívání příležitostí ve vzdělávání, politické účasti, ekonomických aktivitách a přístupu k veřejným službám. Na základě této premisy odvozuje povinnost jednotlivých států zajistit širokou dostupnost internetu a ochranu práva na přístup k němu. Jeho ustanovení vzniklo v kontextu stále častějších restriktivních zásahů pomocí státních opatření. Tento přístup zdůrazňuje povinnost států zajistit širokou dostupnost internetu a vyvarovat se neoprávněného omezování přístupu jednotlivců k síti. Toto právo bývá chápáno jako součást širších lidských práv, především práva na svobodu projevu a přístupu k informacím, jak je zakotveno v článku 19 Mezinárodního paktu o občanských a politických právech (ICCPR) z roku 1966.[zdroj?]
Právo na internetové připojení obsahuje materiální a nemateriální podmínky, které ve výsledku vedou k možnosti připojení se k internetu. Právo přístupu na internet je tvořeno právem na internetové připojení a právem na přístup k internetovému obsahu. Právo na připojení znamená technickou možnost být online, zatímco právo na obsah zahrnuje svobodný přístup k informacím na internetu.[zdroj?]

## Právní ukotvení
Otázka právního zakotvení přístupu k internetu zůstává dle odborníků stále nedostatečně definovaná a jednoznačně stanovena, na mezinárodní úrovni neexistuje explicitní uznání práva na přístup k internetu jako základního lidského práva. Základním pramenem definujícím právo na přístup k internetu je Rezoluce Valného shromáždění OSN Podpora ochrana a výkonu lidských práv na internetu vydaná 26. června 2016, ale právo na přístup k internetu nepojmenovává ani nedefinuje.[zdroj?]

### Světový summit o informační společnosti (WSIS) – 2003
V prosinci 2003 byl pod záštitou Organizace spojených národů svolán Světový summit o informační společnosti (WSIS) za účasti zástupců vlád, ziskového sektoru a občanské společnosti. Summit přijal Deklaraci zásad WSIS o důležitosti informační společnosti při udržování a posilování lidských práv:
1. My, zástupci národů světa, shromážděni v Ženevě od 10. do 12. prosince 2003 na první fázi Světového summitu o informační společnosti, prohlašujeme naši společnou touhu a závazek vybudovat na lidi zaměřenou, inkluzivní a rozvojově orientovanou informační společnost, kde každý může vytvářet, přistupovat, využívat a sdílet informace a znalosti, což umožňuje jednotlivcům, komunitám a národům dosáhnout plné kvality svého života a podporovat jejich cíle udržitelného rozvoje. principy Charty Organizace spojených národů a plné respektování a dodržování Všeobecné deklarace lidských práv.
2. Znovu potvrzujeme univerzálnost, nedělitelnost, vzájemnou závislost a vzájemný vztah všech lidských práv a základních svobod, včetně práva na rozvoj, jak je zakotveno ve Vídeňské deklaraci. Znovu také potvrzujeme, že demokracie, udržitelný rozvoj a respekt k lidským právům a základním svobodám, jakož i řádná správa věcí veřejných na všech úrovních jsou vzájemně závislé a vzájemně se posilují. Dále jsme se rozhodli posílit právní stát v mezinárodním měřítku ve vnitrostátních záležitostech.
Deklarace WSIS zdůrazňuje význam práva na svobodu projevu v informační společnosti, když uvádí: "Potvrzujeme, že každý má právo na svobodu názoru a projevu, jak je uvedeno v článku 19 Všeobecné deklarace lidských práv. Toto právo zahrnuje svobodu mít vlastní názory bez zásahu a svobodu vyhledávat, přijímat a sdělovat informace a myšlenky jakýmikoli prostředky a bez ohledu na hranice. Komunikace je základním společenským procesem, základní lidskou potřebou a základem všech sociálních organizací. Je ústředním prvkem informační společnosti. Každý by měl mít příležitost se jí účastnit a nikdo by neměl být vyloučen z jejích výhod."

### O právu na přístup k internetu - Doporučení Parlamentního shromáždění Rady Evropy, č. 1984 - 2011[2]
Parlamentní shromáždění v úvodu připomnělo základní právo na svobodu projevu a jeho provázanost k dalším lidským právům, zdůrazňuje jeho dopady na komunikaci mezi lidmi, sdílení informací a přístup ke kulturním, občanským a politickým právům. Doporučení se odvolává na dříve vydané doporučení Výboru ministrů CM/Rec (2007)16 členským státům o opatřeních na podporu hodnoty veřejné služby internetu a mezinárodní závazky univerzální služby Mezinárodní telekomunikační unií Organizace spojených národů a Směrnice Evropské unie o univerzální službě a uživatelích práv týkajících se sítí a služeb elektronických komunikací (směrnice 2002/22/ES). Zahrnuje právo na přístup na internet bez zásahů veřejné moci, bez ohledu na hranice a s výhradami týkajících se pouze omezení stanovených v článku 10 Evropského parlamentu a Rady pro ochranu životního prostředí, Úmluva o lidských právech; s ohledem na význam internetu.
Dokument také blíže definuje výše zmíněnou „širokou dostupnost“ - právo k přístupu na internet, pracuje s pojmem široká dostupnost, která je zde blíže definována z hlediska cenové dostupnosti, interoperability, integrity a zohlednění technologického pokroku a vývoje Omezování práva přístupu na internet by mělo být vždy definováno ze zákona z legitimního důvodu.

### Rezoluce Rady Evropy - Právo na přístup k internetu, č. 19872 - 2014[13]
Rezoluce Rady Evropy připomíná roli internetu v přístupu k dalším lidským právům (zejména svobody projevu, práva na informace, vzdělání a účasti na kulturním životě). Deklaruje jeho důležitou roli ve společnosti a tou zdůvodňuje dostupnost internetu všem bez ohledu na věk, místo bydliště, nebo příjmu .

### Valné shromáždění OSN – 2016
Valné shromáždění OSN 27. června 2016 přijalo rezoluci: Podpora, ochrana a výkon lidských práv na internetu, která nestanovuje právo na přístup na internet, ale definuje přístup na internet jako prostředek účasti občanů ve veřejném životě a na rozvoji občanské společnosti.. Byla také vydána rezoluce odsuzující omezování přístupu na internet státními orgány.[zdroj?]

## Argumentace judikaturou

#### Rozsudek HADOPI
V roce 2009 byl přístup k internetu jako základní právo uznán francouzským ústavním soudem v případě HADOPI. Předmětem řízení byl francouzský antipirátský zákon, který ustanovoval možnost nově vzniklých úřadů po třech upozorněních znemožnit přístup k internetu osobě, která by jej využila za účelem porušování autorského práva. Ústavní soud uznal přístup k internetu jako základní právo, které může odepřít jedinci pouze soud, nikoliv úřad. Na základě rozsudku přijala zákon Francie zákon HADOPI 2, který implementoval rozhodovací námitku.

#### Rozsudek Evropského soudu pro lidská práva (ESLP):Ahmet Yıldırım v. Turecko(2012)
Evropský soud pro lidská práva rozhodl, že zablokování celé platformy Google Sites tureckými úřady kvůli jednomu nevhodnému obsahu porušilo článek 10 Evropské úmluvy o ochraně lidských práv (svoboda projevu). Blokování obsahu musí být dle rozsudku cílené a přiměřené.

#### Rozsudek Evropského soudu pro lidská práva ESLP: Cengiz and další v. Turecko (2015)
Evropský soud pro lidská práva obdržel stížnost od tureckého doktoranda Ahmet Yıldırım ohledně blokace jeho webové stránky, kterou požíval ke sdílení textu. Turecký soud rozhodl o blokaci stránky, která dle jeho nálezu měla urážet odkaz Mustafy Kemala Atatürka. Turecké úřady však, navzdory rozsudku, zablokovaly celou platformu Google Sites, všechny stránky na této platformě se v Turecku staly nedostupnými. Dle Rozsudku Evropského soudu nebyla blokace přiměřená, neproběhla v souladu se zákonem, protože postrádala předvídatelnost, dostatečnou právní oporu a zasáhla neadresný počet osob. Soud dospěl k závěru, že se jednalo o plošné a nepřiměřené omezení přístupu k informacím.

## Argumentace

### Argumentace pro zavedení práva na internetové připojení
O právu k přístupu na internet hovoří jako o důležitém nástroji pro výkon základních práv (vzdělávání, politická účast, ekonomické příležitosti, přístup k veřejným službám, možnost vyjádřit vlastní názor), stejně jako prostředek účasti občanů na veřejném životě a na rozvoji občanské společnosti. Absence rovného přístupu lze vnímat jako formu sociální nerovnosti.[zdroj?]
Důležitým tématem je také, zda, pokud je zavedeno právo přístupu k internetu, by nemělo být ustanoveno také právo internet nevyužívat.

### Argumentace proti zavedení práva na internetové připojení
Hlavní odpůrce práva na přístup k internetu, Vint Cerf, argumentuje, že internet sám o sobě nemůže být právem. Cerf shrnuje svou argumentaci, když říká: „Technologie je nositelem práv, nikoli právem samotným.“ Brian Schepis, kolega Cerfa ve společnosti Google, obhajuje Cerfův závěr na základě toho, že obhájci lidského práva na internet nevhodně definují kvalifikaci lidského práva.